# جری الکساندر
جری الکساندر (انگلیسی: Gerry Alexander; ۲ نوامبر ۱۹۲۸ – ۱۶ آوریل ۲۰۱۱) بازیکن کریکت، و بازیکن فوتبال اهل جامائیکا بود.